# Гюмрі (станція)
Ця стаття про станцію Гюмрі. Стаття про місто — Гюмрі.
Гюмрі́ (вірм. Գյումրի) — залізничний вузол в однойменному місті, другому за величиною місті Вірменії. Станція є одним з трьох великих вокзалів Вірменської залізниці.

## Інфраструктура
Від станції відходять чотири гілки:
- 1) на Армавір, Масіс та Єреван;
- 2) на Ванадзор, Айрум та Тбілісі (Грузія);
- 3) на Артік, Пемзашен та Маралік;
- 4) на Ахурян, Догукапі (Туреччина) та Карс (Туреччина).

В даний час діють всі ділянки, крім останньої. Бездіяльність ділянки Гюмрі — Карс (єдина неелектрифікована лінія у Вірменії, довжина якої лише кілька кілометрів) пов'язана з введеної Туреччиною односторонньої блокади проти Вірменії в 1992 році у зв'язку з запереченням Туреччиною геноциду вірмен і відкритою підтримкою Азербайджану у війні проти Нагірно-Карабаської Республіки. В наш час[коли?] ведуться переговори з приводу розблокування кордону, однак вони поки ніяких результатів не принесли.
Станція є другою за значенням, після Єревану. Є чотири напрямки, з них здійснюються перевезення по трьом. Є локомотивне і вагонне депо.

## Розклад руху
Через станцію проходить два пасажирських поїздів дального сполучення:
- Поїзд №372/371 Єреван — Тбілісі — Єреван (цілий рік, через день);
- Поїзд №202/201 Єреван — Батумі — Єреван (літній) (літній, через добу).

Перелік електропоїздів приміського сполучення:
- Електропоїзд №681 Гюмрі — Єреван відправляється щоденно о 7:50 та прибуває на кінцеву станцію о 11:55;
- Електропоїзд №682 Єреван — Гюмрі відправляється щоденно з початкової станції о 17:40 та прибуває у Гюмрі о 21:45;
- Електропоїзд №684 Єреван — Гюмрі відправляється щоденно з початкової станції о 8:00 та прибуває у Гюмрі о 12:05;
- Електропоїзд №685 Гюмрі — Єреван відправляється щоденно о 17:30 та прибуває на кінцеву станцію о 21:35;
- Електропоїзд №6513 Гюмрі — Пемзашен відправляється щоденно о 7:00 та прибуває на кінцеву станцію о 8:07;
- Електропоїзд №6514 Пемзашен — Гюмрі відправляється щоденно з початкової станції о 8:20 0 та прибуває у Гюмрі о 9:27;
- Електропоїзд №6515 Гюмрі — Пемзашен відправляється щоденно о 16:00 та прибуває на кінцеву станцію о 17:17;
- Електропоїзд №6516 Пемзашен — Гюмрі відправляється щоденно з початкової станції о 17:50 та прибуває у Гюмрі о 19:05.
- Електропоїзд №6540 Гюмрі — Айрум відправляється щоденно з Гюмрі в 6:15 та прибуває на кінцеву станцію о 11:05
- Електропоїзд №6541 Айрум — Гюмрі відправляється щоденно из конечного пункта в 17:00 та прибуває у Гюмрі о 21:36.

Вартість проїзду у приміському сполученні становить:
- до Єревану — 950 драм (відстань — 154 км);
- до Айруму — 950 драм (відстань — 141 км);
- до Пемзашену — 250 драм (відстань — 32 км).